# NGC 5747
NGC 5747 је спирална галаксија у сазвежђу Волар која се налази на NGC листи објеката дубоког неба.
Деклинација објекта је + 12° 7' 55" а ректасцензија 14h 44m 20,7s. Привидна величина (магнитуда) објекта NGC 5747 износи 13,6 а фотографска магнитуда 14,4. NGC 5747 је још познат и под ознакама IC 4493, UGC 9496, MCG 2-38-2, IRAS 14419+1220, CGCG 76-13, KCPG 435B, PGC 52638.